# Orthosia tangens
Orthosia tangens là một loài bướm đêm trong họ Noctuidae.